# Mystacina tuberculata
Mystacina tuberculata је сисар из реда слепих мишева и породице Mystacinidae. 

## Распрострањење
Нови Зеланд је једино познато природно станиште врсте.

## Станиште
Врста Mystacina tuberculata има станиште на копну.

## Начин живота
Женка обично окоти по једно младунче. 

## Угроженост
Ова врста се сматра рањивом у погледу угрожености врсте од изумирања.

### Популациони тренд
Популација ове врсте се смањује, судећи по расположивим подацима.